# 和解与治愈基金会
和解与治愈基金会（日语：和解・癒やし財団）是日本安倍晉三政府與大韩民国朴槿惠政府於2015年12月28日根據《韩日慰安妇协议》共同設立的向韓國慰安婦賠償的基金會。

## 历史
該基金會由韓國政府主導，其中日本政府向該基金會注資10亿日元。文在寅政府時期，韓國政府对《韩日慰安妇协议》不满。2018年11月，韩国女性家族部宣布解散和解与治愈基金会。2019年7月3日，和解与治愈基金会註銷手續完成。